# Stanisław Morozow
Stanisław Ołeksandrowycz Morozow, ukr. Станіслав Олександрович Морозов, ros. Станислав Александрович Морозов (ur. 1 lutego 1979 w Swierdłowsku) – ukraiński łyżwiarz figurowy, startujący w parach sportowych m.in. z dwoma późniejszymi mistrzyniami olimpijskimi Aloną Sawczenko i Tetianą Wołosożar. Trzykrotny uczestnik igrzysk olimpijskich: w Salt Lake City (2002), Turynie (2006) i Vancouver (2010), mistrz świata juniorów (2000), zwycięzca finału Junior Grand Prix (1999) oraz 6-krotny mistrz Ukrainy (2000, 2001, 2005, 2007, 2008, 2010).
Po zakończeniu kariery amatorskiej w 2010 roku wiosną tego samego roku wystąpił w kilku rewiach łyżwiarskich z Wołosożar, która kontynuowała karierę w parze z przyszłym mężem Maksimem Trańkowem w barwach Rosji. W tym samym czasie Morozow został asystentem ich trenerki, Niny Mozer. Ponadto rozpoczął pracę jako samodzielny trener par sportowych w Moskwie. Do jego uczniów należeli m.in. Kamiłła Gajnietdinowa / Siergiej Aleksiejew.

## Osiągnięcia

### Z Tetianą Wołosożar

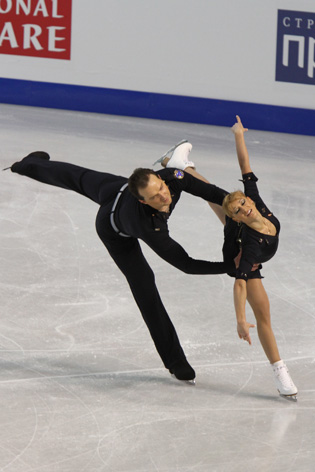
Wołosożar i Morozow w spirali na mistrzostwach Europy 2010

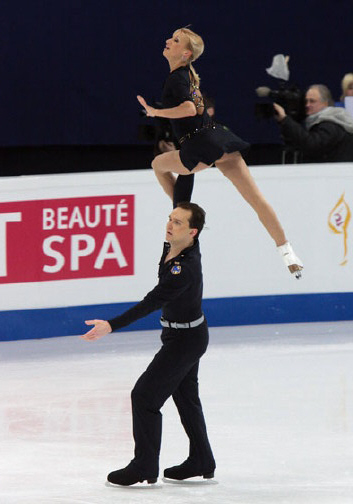
Wołosożar i Morozow wykonujący podnoszenie ręka-ręka na mistrzostwach Europy 2009

| Zawody                  | 04–05          | 05–06          | 06–07          | 07–08          | 08–09          | 09–10          |                |                |                |                |                |                |                |                |                |                |                |
| Międzynarodowe          | Międzynarodowe | Międzynarodowe | Międzynarodowe | Międzynarodowe | Międzynarodowe | Międzynarodowe | Międzynarodowe | Międzynarodowe | Międzynarodowe | Międzynarodowe | Międzynarodowe | Międzynarodowe | Międzynarodowe | Międzynarodowe | Międzynarodowe | Międzynarodowe | Międzynarodowe |
| ----------------------- | -------------- | -------------- | -------------- | -------------- | -------------- | -------------- | -------------- | -------------- | -------------- | -------------- | -------------- | -------------- | -------------- | -------------- | -------------- | -------------- | -------------- |
| Igrzyska olimpijskie    |                | 12             |                |                |                | 8              |                |                |                |                |                |                |                |                |                |                |                |
| Mistrzostwa świata      | 10             | 10             | 4              | 9              | 6              |                |                |                |                |                |                |                |                |                |                |                |                |
| Mistrzostwa Europy      | 5              |                | 5              | 4              | 4              | 4              |                |                |                |                |                |                |                |                |                |                |                |
| GP Finał Grand Prix     |                |                |                |                | 4              |                |                |                |                |                |                |                |                |                |                |                |                |
| GP Cup of China         |                |                |                |                | 2              | 3              |                |                |                |                |                |                |                |                |                |                |                |
| GP NHK Trophy           |                |                |                | 4              |                |                |                |                |                |                |                |                |                |                |                |                |                |
| GP Cup of Russia        | 5              |                |                |                | 3              |                |                |                |                |                |                |                |                |                |                |                |                |
| GP Skate America        |                |                |                |                |                | 2              |                |                |                |                |                |                |                |                |                |                |                |
| GP Trophée Éric Bompard |                |                |                | 5              |                |                |                |                |                |                |                |                |                |                |                |                |                |
| Nebelhorn Trophy        |                |                |                |                | 3              | 2              |                |                |                |                |                |                |                |                |                |                |                |
| Memoriał Karla Schäfera |                | 1              |                |                |                |                |                |                |                |                |                |                |                |                |                |                |                |
| Zimowa Uniwersjada      | 2              |                | 2              |                |                |                |                |                |                |                |                |                |                |                |                |                |                |
| Krajowe                 |                |                |                |                |                |                |                |                |                |                |                |                |                |                |                |                |                |
| Mistrzostwa Ukrainy     | 1              |                | 1              | 1              |                | 1              |                |                |                |                |                |                |                |                |                |                |                |

### Z Aloną Sawczenko
| Zawody                                | 98–99          | 99–00          | 00–01          | 01–02          |                |                |                |                |                |                |                |                |                |                |                |                |                |
| Międzynarodowe                        | Międzynarodowe | Międzynarodowe | Międzynarodowe | Międzynarodowe | Międzynarodowe | Międzynarodowe | Międzynarodowe | Międzynarodowe | Międzynarodowe | Międzynarodowe | Międzynarodowe | Międzynarodowe | Międzynarodowe | Międzynarodowe | Międzynarodowe | Międzynarodowe | Międzynarodowe |
| ------------------------------------- | -------------- | -------------- | -------------- | -------------- | -------------- | -------------- | -------------- | -------------- | -------------- | -------------- | -------------- | -------------- | -------------- | -------------- | -------------- | -------------- | -------------- |
| Igrzyska olimpijskie                  |                |                |                | 15             |                |                |                |                |                |                |                |                |                |                |                |                |                |
| Mistrzostwa świata                    |                |                | 9              |                |                |                |                |                |                |                |                |                |                |                |                |                |                |
| Mistrzostwa Europy                    |                | 7              | 6              |                |                |                |                |                |                |                |                |                |                |                |                |                |                |
| GP Cup of Russia                      |                | 4              | 7              |                |                |                |                |                |                |                |                |                |                |                |                |                |                |
| GP Skate Canada International         |                |                | 6              |                |                |                |                |                |                |                |                |                |                |                |                |                |                |
| GP Trophée Lalique                    |                |                |                | WD             |                |                |                |                |                |                |                |                |                |                |                |                |                |
| GP Sparkassen Cup                     |                | 5              | 5              |                |                |                |                |                |                |                |                |                |                |                |                |                |                |
| Nebelhorn Trophy                      |                | 1              |                |                |                |                |                |                |                |                |                |                |                |                |                |                |                |
| Igrzyska Dobrej Woli                  |                |                |                | 5              |                |                |                |                |                |                |                |                |                |                |                |                |                |
| Międzynarodowe: Kategorie młodzieżowe |                |                |                |                |                |                |                |                |                |                |                |                |                |                |                |                |                |
| Mistrzostwa świata juniorów           | 12             | 1              |                |                |                |                |                |                |                |                |                |                |                |                |                |                |                |
| JGP Finał                             |                | 1              |                |                |                |                |                |                |                |                |                |                |                |                |                |                |                |
| JGP w Chorwacji                       |                | 1              |                |                |                |                |                |                |                |                |                |                |                |                |                |                |                |
| JGP w Niemczech                       | 4              |                |                |                |                |                |                |                |                |                |                |                |                |                |                |                |                |
| JGP w Słowenii                        |                | 2              |                |                |                |                |                |                |                |                |                |                |                |                |                |                |                |
| JGP na Ukrainie                       | 3              |                |                |                |                |                |                |                |                |                |                |                |                |                |                |                |                |
| Krajowe                               |                |                |                |                |                |                |                |                |                |                |                |                |                |                |                |                |                |
| Mistrzostwa Ukrainy                   | 2              | 1              | 1              |                |                |                |                |                |                |                |                |                |                |                |                |                |                |

### Z Ołeną Biłousiwśką
| Zawody                                | 96–97          | 97–98          |                |                |                |                |                |                |                |                |                |                |                |                |                |                |                |
| Międzynarodowe                        | Międzynarodowe | Międzynarodowe | Międzynarodowe | Międzynarodowe | Międzynarodowe | Międzynarodowe | Międzynarodowe | Międzynarodowe | Międzynarodowe | Międzynarodowe | Międzynarodowe | Międzynarodowe | Międzynarodowe | Międzynarodowe | Międzynarodowe | Międzynarodowe | Międzynarodowe |
| ------------------------------------- | -------------- | -------------- | -------------- | -------------- | -------------- | -------------- | -------------- | -------------- | -------------- | -------------- | -------------- | -------------- | -------------- | -------------- | -------------- | -------------- | -------------- |
| Mistrzostwa świata                    | 18             |                |                |                |                |                |                |                |                |                |                |                |                |                |                |                |                |
| Mistrzostwa Europy                    | 8              |                |                |                |                |                |                |                |                |                |                |                |                |                |                |                |                |
| Blue Swords                           | 4              |                |                |                |                |                |                |                |                |                |                |                |                |                |                |                |                |
| Memoriał Karla Schäfera               | 5              | 1              |                |                |                |                |                |                |                |                |                |                |                |                |                |                |                |
| Nebelhorn Trophy                      |                | 2              |                |                |                |                |                |                |                |                |                |                |                |                |                |                |                |
| Międzynarodowe: Kategorie młodzieżowe |                |                |                |                |                |                |                |                |                |                |                |                |                |                |                |                |                |
| Mistrzostwa świata juniorów           | 7              |                |                |                |                |                |                |                |                |                |                |                |                |                |                |                |                |
| Krajowe                               |                |                |                |                |                |                |                |                |                |                |                |                |                |                |                |                |                |
| Mistrzostwa Ukrainy                   | 2              |                |                |                |                |                |                |                |                |                |                |                |                |                |                |                |                |